# Vandeins
Vandeins är en kommun i departementet Ain i regionen Auvergne-Rhône-Alpes i östra Frankrike. Kommunen ligger  i kantonen Viriat som ligger i arrondissementet Bourg-en-Bresse. Kommunens areal är 9,4 km². År 2022 hade Vandeins 725 invånare.

## Befolkningsutveckling
Antalet invånare i kommunen Vandeins
Referens: INSEE